# Echinorhynchus bothniensis
Echinorhynchus bothniensis is een soort haakworm uit het geslacht Echinorhynchus. De worm behoort tot de familie Echinorhynchidae. Echinorhynchus bothniensis werd in 1987 beschreven door Zdzitowiecki & Valtonen.